# Shinsengumi Gunrou Den
Shinsengumi Gunrou Den (新選組群狼伝 Tân Tuyển Tổ quần lang truyện) là trò chơi điện tử thuộc thể loại hành động chặt chém do hãng Red Entertainment phát triển cho hệ máy PlayStation 2. Game được phát hành năm 2005 tại Nhật Bản bởi Sega và ở châu Âu với tên Code of the Samurai năm 2007 bởi Midas Interactive Entertainment. Trò chơi nói về lịch sử của Shinsengumi, nhân vật được đề xuất bởi Watsuki Nobuhiro và thiết kế nhân vật bởi Matsubara Hidenori.